# 兵庫県道404号長谷市川線
兵庫県道404号長谷市川線（ひょうごけんどう404ごう はせいちかわせん）は、兵庫県神崎郡神河町から神崎郡市川町に至る一般県道である。

## 概要
神崎郡神河町長谷から神崎郡市川町甘地に至る。JR西日本播但線 鶴居駅前から甘地までは旧国道312号だった。

### 路線データ
- 起点：神崎郡神河町長谷（兵庫県道39号一宮生野線交点、兵庫県道213号長谷停車場線終点）
- 終点：神崎郡市川町甘地（兵庫県道215号甘地停車場線交点）
- 総延長：15.705 km

## 路線状況

### 道路施設

#### 橋梁
- 比延橋（小田原川、神崎郡福崎町）
- 中橋（振古川、神崎郡市川町）
- 振古橋（振古川、神崎郡市川町）

## 地理

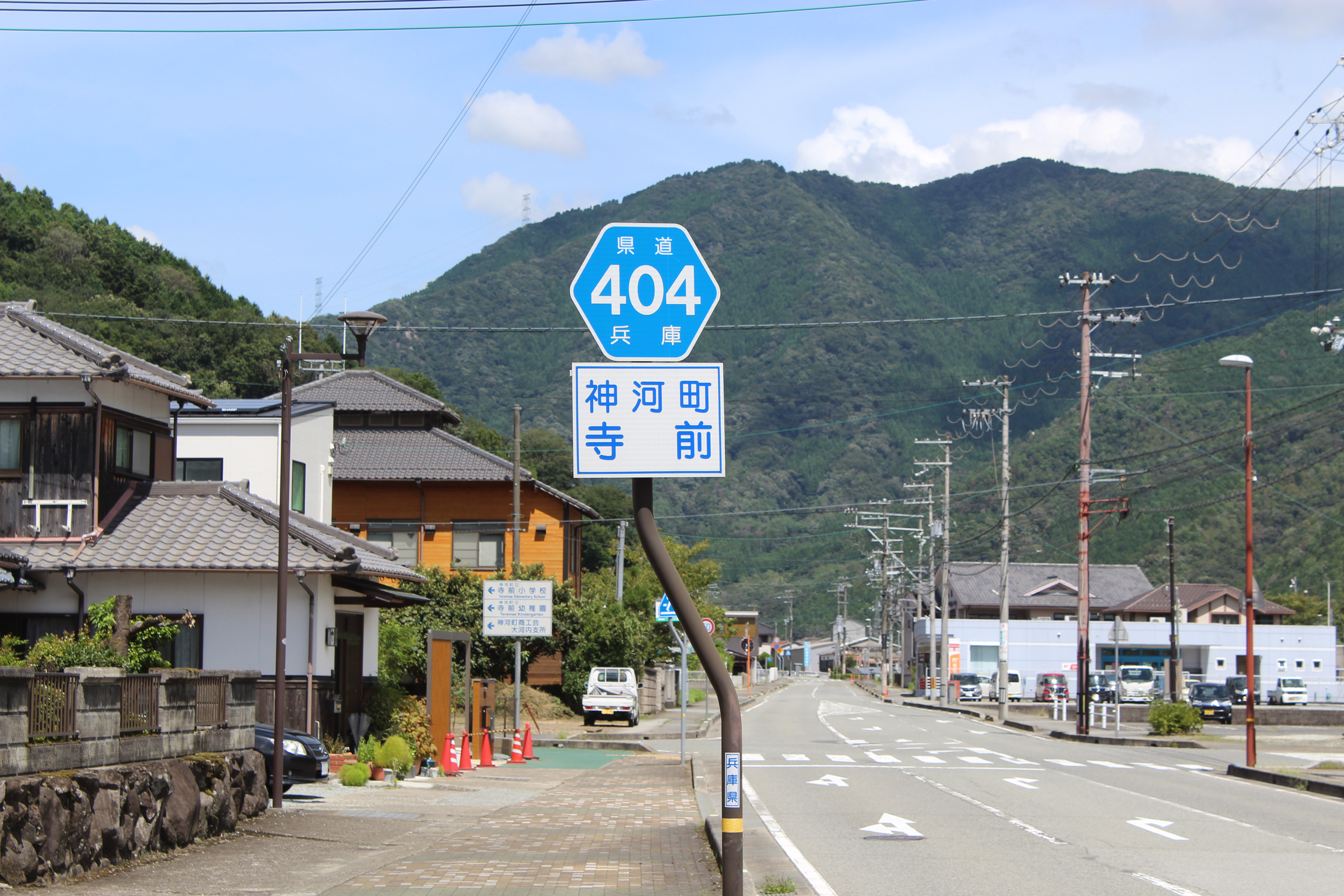
神河町寺前（寺前駅付近）で撮影

### 通過する自治体
- 神崎郡神河町
- 神崎郡市川町

### 交差する道路
| 交差する道路                                     | 市町村名 | 市町村名 | 交差する場所 | 交差する場所       |
| ------------------------------------------------ | -------- | -------- | ------------ | ------------------ |
| 兵庫県道39号一宮生野線 兵庫県道213号長谷停車場線 | 神崎郡   | 神河町   | 長谷         | 起点               |
| 兵庫県道8号加美宍粟線                            | 神崎郡   | 神河町   | 寺前         | 新寺前橋西詰交差点 |
| 兵庫県道214号鶴居停車場線                        | 神崎郡   | 市川町   | 鶴居         | 鶴居駅前交差点     |
| 兵庫県道215号甘地停車場線                        | 神崎郡   | 市川町   | 甘地         | 終点               |

### 交差する鉄道
- 播但線

### 沿線
- JR西日本播但線
  - 長谷駅 - 寺前駅 - 新野駅 - 鶴居駅 - 甘地駅
- 市川
- 大河内郵便局
- 神河町立寺前小学校
- 神河町立神河中学校
- 神河町役場
- 市川町立鶴居小学校
- 市川町立甘地小学校
- 市川町立市川中学校